# Marshalling
Marshalling eller datarangering är processen att omvandla ett objekt i minnet till data lämpat för lagrig eller överföring. Används vanligtvis när data ska flyttas mellan komponenter i ett datorprogram när inget delat minne finns tillgängligt, eller från ett program till ett annat. Marshalling kan liknas med serialisering, att kommunicera till ett objekt med ett objekt.
Motsatsen till marshalling kallas unmarshalling (eller demarshalling, kan liknas med deserialisering).